# Bandy-Weltmeisterschaft 1991
| WM 1991 Finnland | WM 1991 Finnland |
| ---------------- | ---------------- |
| Gold             | Sowjetunion      |
| Silber           | Schweden         |
| Bronze           | Finnland         |
| 4.               | Norwegen         |
| 5.               | USA              |
| 6.               | Kanada           |
| 7.               | Niederlande      |
| 8.               | Ungarn           |

Die 17. Bandy-Weltmeisterschaft wurde vom 17. März bis 24. März 1991 in Finnland ausgetragen. Die Sowjetunion gewann im Finale gegen Schweden mit 4:3.
Mit Kanada, Ungarn und der Niederlande gaben drei Mannschaften ihr Weltmeisterschaftsdebüt.

## Spielmodus
Die acht Mannschaften waren ihrer Stärke nach in eine A- und eine B-Gruppe eingeordnet worden. Die ersten drei der A-Gruppe qualifizierten sich automatisch für das Halbfinale. Der Vierte der Gruppe A musste ein Spiel gegen den Ersten der B-Gruppe austragen, deren Sieger sich ebenfalls für das Halbfinale qualifizieren würde.

## Austragungsorte
Gespielt wurde in Porvoo und in der Hauptstadt Helsinki. Neben einigen Hauptrundenspielen wurden das Finale und das Spiel um den dritten Platz in Helsinki ausgetragen.

## Teilnehmer
Am Turnier nahmen folgende acht Mannschaften teil:
| 6 aus Europa      | Sowjetunion (A) | Schweden (A) | Norwegen (A)    |
|                   | Finnland (A)    | Ungarn (B)   | Niederlande (B) |
| 2 aus Nordamerika | USA (B)         | Kanada (B)   |                 |

## Spielrunde

### Hauptrunde

#### Gruppe A

##### Ergebnisse
| 17. März 1991 | Schweden    | 10:4 | Finnland>   | Helsinki |
| 17. März 1991 | Sowjetunion | 12:0 | Norwegen    | Porvoo   |
| 18. März 1991 | Schweden    | 4:3  | Sowjetunion | Helsinki |
| 18. März 1991 | Finnland    | 11:2 | Norwegen    | Porvoo   |
| 20. März 1991 | Sowjetunion | 1:2  | Finnland    | Porvoo   |
| 20. März 1991 | Norwegen    | 1:6  | Schweden    | Helsinki |

##### Abschlusstabelle
| Pl. |             | Sp | S | U | N | Tore  | Diff | Punkte |
| 1.  | Schweden    | 3  | 3 | 0 | 0 | 20:8  | +12  | 6      |
| 2.  | Finnland    | 3  | 2 | 0 | 1 | 17:13 | +4   | 4      |
| 3.  | Sowjetunion | 3  | 1 | 0 | 2 | 16:6  | +10  | 2      |
| 4.  | Norwegen    | 3  | 0 | 0 | 3 | 3:29  | −26  | 0      |

#### Gruppe B

##### Ergebnisse
| 17. März 1991 | Kanada      | 0:10 | USA         | Porvoo   |
| 17. März 1991 | Ungarn      | 3:2  | Niederlande | Helsinki |
| 18. März 1991 | Niederlande | 0:8  | Kanada      | Helsinki |
| 18. März 1991 | USA         | 20:0 | Ungarn      | Porvoo   |
| 20. März 1991 | Kanada      | 7:1  | Ungarn      | Helsinki |
| 20. März 1991 | Niederlande | 1:8  | USA         | Helsinki |

##### Abschlusstabelle
| Pl. |             | Sp | S | U | N | Tore  | Diff | Punkte |
| 1.  | USA         | 3  | 3 | 0 | 0 | 38:1  | +37  | 6      |
| 2.  | Kanada      | 3  | 2 | 0 | 1 | 15:11 | +4   | 4      |
| 3.  | Ungarn      | 3  | 1 | 0 | 2 | 29:25 | +4   | 2      |
| 4.  | Niederlande | 3  | 0 | 0 | 3 | 3:19  | −16  | 0      |

### Spiele um die Plätze 1 bis 4

#### Viertelfinale
| 21. März 1991 | Norwegen | 2:1 | USA | Helsinki |

#### Halbfinale
| 22. März 1991 | Finnland | 2:3 | Sowjetunion | Helsinki |
| 22. März 1991 | Schweden | 6:0 | Norwegen    | Porvoo   |

#### Spiel um Platz 3
| 24. März 1991 | Finnland | 8:0 | Norwegen | Helsinki |

#### Finale
| 24. März 1991 | Schweden | 3:4 | Sowjetunion | Helsinki, 3 447 Zuschauer |

### Spiele um die Plätze 5 bis 8

#### Spiel um Platz 7
| 23. März 1991 | Ungarn | 1:4 | Niederlande | Helsinki |

#### Spiel um Platz 5
| 23. März 1991 | USA | 13:0 | Kanada | Helsinki |

## Abschlussplatzierungen
| Platz                                                                                 | Land                                                                                    | Athleten |                                                                              |
| ------------------------------------------------------------------------------------- | --------------------------------------------------------------------------------------- | --- | ---------------------------------------------------------------------------- |
| 1                                                                                     | URS                                                                                     | \| Alexander Gospodtschikow Michail Lestschinski Pawel Frants Juri Lachonin Andrei Sisow \| Wiktor Stschakalin Alexei Djakow Igor Gapanowits Waleri Gratschow Alexander Zinkewitsch \| Sergei Lomanow Alexander Tsyganow Alexander Stschischkin Witali Anufrijenko \| Wjatscheslaw Archipkin Nikolai Jarowitsch Nikolai Pasdnikow Maxim Poteschkin \| |                                                                              |
| 2 0                                                                                   | SWE                                                                                     | |                                                                              |
| 3 0                                                                                   | FIN                                                                                     | |                                                                              |
| 4 0                                                                                   | NOR                                                                                     | |                                                                              |
| 5 0                                                                                   | USA                                                                                     | |                                                                              |
| 6 0                                                                                   | CAN                                                                                     | |                                                                              |
| 7 0                                                                                   | NED                                                                                     | |                                                                              |
| 8 0                                                                                   | HUN                                                                                     | |                                                                              |
| Alexander Gospodtschikow Michail Lestschinski Pawel Frants Juri Lachonin Andrei Sisow | Wiktor Stschakalin Alexei Djakow Igor Gapanowits Waleri Gratschow Alexander Zinkewitsch | Sergei Lomanow Alexander Tsyganow Alexander Stschischkin Witali Anufrijenko | Wjatscheslaw Archipkin Nikolai Jarowitsch Nikolai Pasdnikow Maxim Poteschkin |